# Історичні і пам'ятні місця Вільнянського району
Історичні і пам'ятні місця Вільнянського району
Вільнянський край багатий на пам'ятні і історичні місця. Пам'ятники сивої давнини, періоду Німецько-радянської війни, сьогодення привертають увагу своєю значущістю, величністю, відграють важливу роль в процесі патріотичного виховання.
На території району розташовано 143 пам'ятки археології — кургани і курганні могильники. Найбільша кількість пам'яток археології зосереджена на землях Антонівської, Купріянівської, Михайло-Лукашівської, Павлівської сільських рад.
Чудові пам'ятки природи — Балчанська Балка і Росохувата Балка — розташовані неподалік Дніпра біля с. Петро-Свистунове Дніпровської сільської ради.
Поблизу с. Петрівського Любимівської сільської ради зберігся стародавній парк — так званий Петровський ліс, який належав до маєтку Г. Нейфельда, колишнього власника заводу сільськогосподарських машин. 
В районі сіл Московка і Веселівське Московської сільської ради розташовані так звані Кащенківські ставки; вони належали родині Кащенків, з якої вийшли наші видатні земляки — М. Ф. Кащенко, біолог, академік і А. Ф. Кащенко, письменник і історик. Дитинство їх пройшло саме в цих місцях. 
Багато пам'ятних знаків і історичних місць розповідають про події, пов'язані з періодом Великої Вітчизняної війни. У Вільнянському районі 48 братських могил часів Великої Вітчизняної війни, 2 братські могили часів громадянської війни, 16 пам'ятних знаків, присвячених історичним особистостям і подіям. 
Серед них — Меморіал Слави у районному центрі. Тут поховано 773 радянських воїна, в тому числі — Герой радянського Союзу Я. В. Бочаров. Пам'ятник на честь подвигу Я. В. Бочарова — протитанкова гармата — розміщений біля районного краєзнавчого музею. На західній околиці міста — пам'ятник на честь героїчного рейду 25-го танкового корпусу — танк Т-34.
У братській могилі с. Тернівка покоїться прах Героя Радянського Союзу П. С. Зачиняєва. На території Меморіального комплексу в с. Гнаровське похована Герой Радянського Союзу В. О. Гнаровська. В с. Петро-Свистунове Дніпровської сільради розташований пам'ятний знак на честь форсування р. Дніпро військами 12-ї армії. 
Вільнянський районний краєзнавчий музей зберігає предмети історії рідного краю від давніх часів до сьогодення. Музейна колекція нараховує понад 700 експонатів основного фонду. Тут є 7 експозиційних залів — Заселення краю, Початку XX ст., Революційних подій 1917—1920 рр., Зал 1920—1930 рр., Галерея Слави, Зал Великої Вітчизняної війни, Зал Сучасності. Крім екскурсійної діяльності, музей проводить науково-популяризаторську роботу, організовує масові заходи, систематично влаштовує виставки. 
На державному обліку перебуває 8 музеїв на громадських засадах. Музей в с. Гнаровському розповідає про подвиг Героя Радянського Союзу Валерії Гнаровської. В с. Дніпрова — меморіальний музей І.С.Паторжинського, народного артиста СРСР. Музей Вільнянської гімназії «Світоч» розповідає про історію освіти нашого району. Цікаві історичні матеріали зібрані в Михайлівському, Михайло-Лукашівському, Привільненському музеях на громадських засадах.
Як пам'ятки архітектури привертають увагу православні храми — це Іллінська церква в с. Тернівка і Свято-Володимирський храм в м. Вільнянську.